# 瑞列
瑞列（法語：Jullié，法語發音：[ʒylje]）是法国罗讷省的一个市镇，属于索恩河畔自由城区。

## 地理
瑞列（46°14'32"N, 4°40'41"E）面积9.88 平方千米，位于法国奥弗涅-罗讷-阿尔卑斯大区罗讷省，该省份为法国中东部省份，北起顺时针与索恩-卢瓦尔省、安省、里昂大都会、伊泽尔省和卢瓦尔省接壤。
与瑞列接壤的市镇（或旧市镇、城区）包括：桑沃、德格罗讷。
瑞列的时区为UTC+01:00、UTC+02:00（夏令时）。

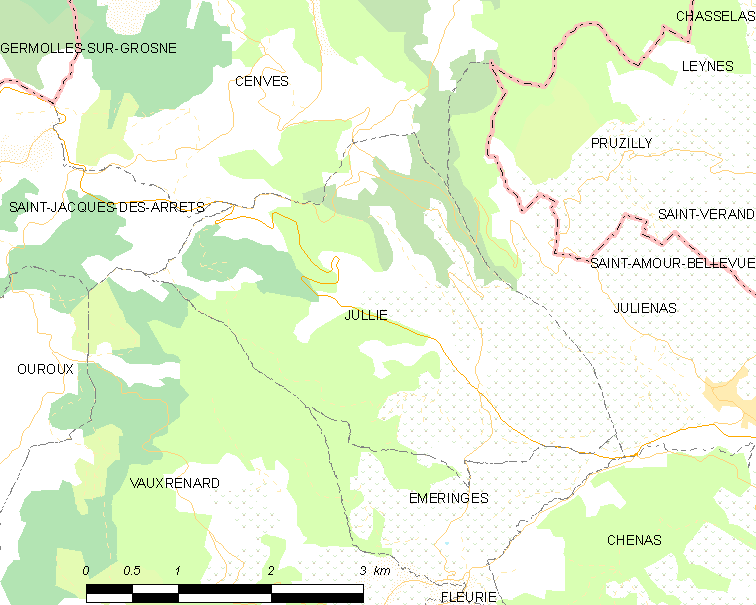
瑞列的OSM定位图

## 行政
瑞列的邮政编码为69840，INSEE市镇编码为69104。

## 政治
瑞列所属的省级选区为博若莱地区贝尔维尔县。

## 人口

1962-2008年间瑞列人口变化图示

瑞列于2022年1月1日时的人口数量为496人。